# Hide and Seek (film)
Hide and Seek är en amerikansk film från 2005 i regi av John Polson.

## Handling
En ensamstående pappa (Robert De Niro) försöker nå sin nioåriga dotter (Dakota Fanning) när hon skapar en läskig och inbillad vän. "Vännen" kallar hon Charlie. Dottern vägrar tala om vem Charlie är, men när hon väl gör det, då brakar helvetet lös...

## Rollista (i urval)
- Robert De Niro - David Callaway
- Dakota Fanning - Emily Callaway
- Famke Janssen - Katherine
- Elisabeth Shue - Elizabeth
- Amy Irving - Alison Callaway
- Dylan Baker - Sheriff Hafferty
- Melissa Leo - Laura
- Robert John Burke - Steven
- Molly Grant Kallins - Amy
- David Chandler - Mr. Haskins
- Stewart Summers - Doctor
- Jake Dylan Baumer - Disturbed Boy